# Dusona signata
Dusona signata är en stekelart som först beskrevs av Henry Lorenz Viereck 1925.  Dusona signata ingår i släktet Dusona och familjen brokparasitsteklar. Inga underarter finns listade i Catalogue of Life.